# Thorogobius angolensis
Thorogobius angolensis är en fiskart som först beskrevs av Norman, 1935.  Thorogobius angolensis ingår i släktet Thorogobius och familjen smörbultsfiskar. Inga underarter finns listade i Catalogue of Life.